# Amazilia
Az Amazilia a madarak osztályának sarlósfecske-alakúak (Apodiformes) rendjébe és a kolibrifélék (Trochilidae) családjába tartozó nem.
A nemből leválasztottak fajokat, áthelyezve az Agyrtria, a Polyerata, a Saucerottia és a Leucippus nembe. A Loja-amazília (Amazilia alticola) fajt nem minden rendszerező használja.

## Rendszerezés
A nemet René Primevère Lesson 1843-ban, a jelenlegi besorolásuk erősen vitatott, az alábbi fajok tartoznak ide:
- fahéjszínű amazília (Amazilia rutila)
- yucatáni amazília (Amazilia yucatanensis)
- rozsdásfarkú amazília (Amazilia tzacatl)
- hondurasi amazília (Amazilia luciae[1] vagy Polyerata luciae)[2]
- mangrovekolibri (Amazilia boucardi[1] vagy Polyerata boucardi)[2]

Egyes szervezetek a Saucerottia nembe sorolják az alábbi fajokat:
- ibolyakékvállú amazília (Amazilia violiceps[1] Saucerottia violiceps,[2] vagy  Agyrtria violiceps)
- zöldfejű amazília (Amazilia violiceps[1] Saucerottia viridifrons,[2] vagy  Agyrtria viridifrons)
- kékfejű amazília (Amazilia cyanocephala[1] Saucerottia cyanocephala,[2] vagy  Agyrtria cyanocephala)
- Amazilia hoffmanni, Amazilia saucerrottei hoffmanni vagy Saucerottia hoffmanni[2]
- Beryll-amazília (Amazilia beryllina[1] vagy Saucerottia beryllina)[2]
- kékfarkú amazília (Amazilia cyanura[1] vagy Saucerottia cyanura)[2]
- panamai kolibri (Amazilia edward[1] vagy Saucerottia edward)[2]
- szavannakolibri (Amazilia saucerrottei[1] vagy Saucerottia saucerrottei)[2]
- indigókékfejű amazília (Amazilia cyanifrons[1] vagy Saucerottia cyanifrons)[2]
- barnahasú amazília (Amazilia castaneiventris[1] vagy Saucerottia castaneiventris)[2]
- zöldhasú amazília (Amazilia viridigaster[1] vagy Saucerottia viridigaster)[2]
- tobagói amazília (Amazilia tobaci[1] vagy Saucerottia tobaci)[2]

Egyes szervezetek a Polyerata nembe sorolják az alábbi fajokat:
- bíbormellű amazília (Amazilia rosenbergi[1] vagy Polyerata rosenbergi)[2]
- kékbegyű amazília (Amazilia amabilis[1] vagy Polyerata amabilis)[2]
- ékszer amazília (Amazilia decora[1] vagy Polyerata decora)[2]

Egyes szervezetek a Hylocharis nembe sorolják az alábbi fajokat:
- csillámló amazília (Amazilia fimbriata[1] vagy Hylocharis fimbriata)[2]
- zafír amazília (Amazilia lactea[1] vagy Hylocharis lactea)[2]

Egyes szervezetek a Hylocharis nembe sorolják az alábbi fajokat:
- fehérhasú amazília (Amazilia chionogaster  vagy Hylocharis chionogaster)
- Berlepsch-amazília (Amazilia viridicauda vagy Hylocharis viridicauda)

Egyes szervezetek a Chrysuronia nembe sorolják:
- Lesson-amazília (Amazilia amazilia vagy Chrysuronia amazilia)
- andoki amazília (Amazilia franciae[1]  vagy Chrysuronia franciae)[2]